# Édouard Drumont

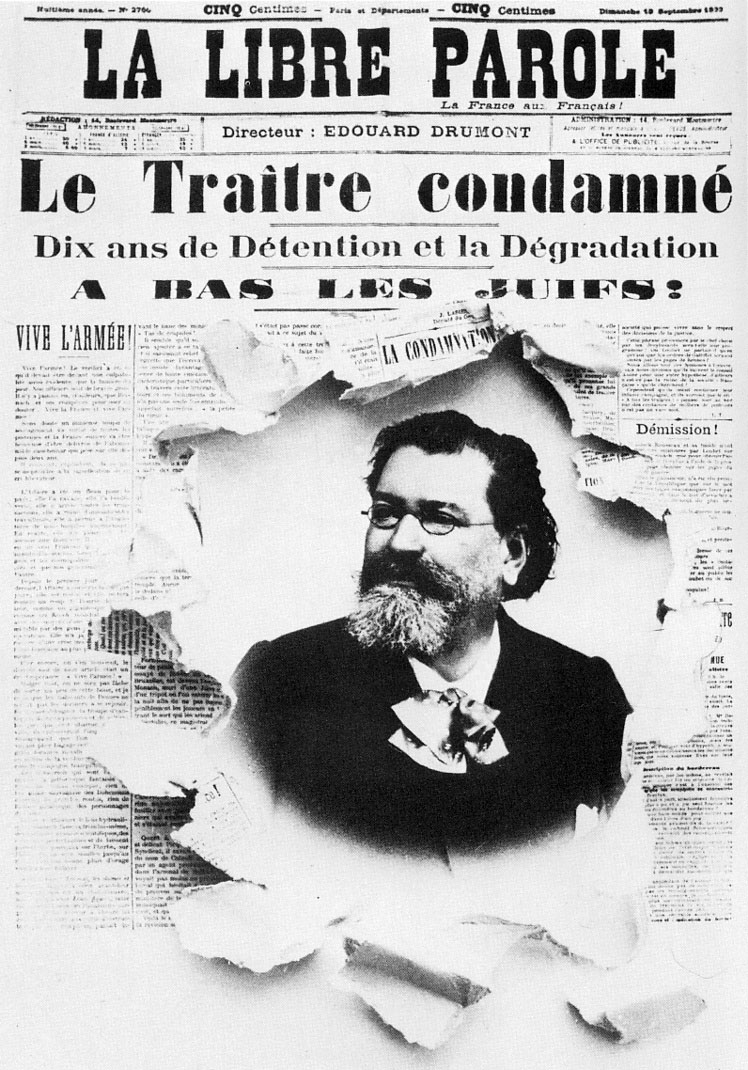
Edouard Drumont och La Libre Parole. Rubriken handlar om Dreyfusaffären: "Förrädaren fälld", "Ned med judarna!"

Édouard Adolphe Drumont, född 3 maj 1844 i Paris, död 5 februari 1917, fransk författare och politiker.

## Mannen
Drumont var en fetlagd, grovt byggd, svartskäggig och jovialisk man, robust i ord och åtbörder och hans ärekränkande skriverier ledde till åtskilliga dueller med judiska journalister, ämbetsmän och deputerade men också med en officer, sedan han krävt att alla judar skulle avskedas från armén som presumtiva förrädare. Som så många franska konservativa var han en bigott katolik och republikhatare. På ett för de franska högerintellektuella typisk sätt skyltade han också gärna med sitt sociala engagemang och sitt ställningstagande för arbetarklassen mot den hatade kosmopolitiska aristokratin och framför allt mot den judiska storfinansen. 
Drumont hatade inte bara judarna, utan modernismen, framför allt le 89, den franska revolutionen och allt den förde med sig: jakobiner, frimurare, Voltaire, republikaner, protestanter, sekulariseringen. Efter fransk-tyska kriget 1870 hatade han också tyskarna.

## Succéboken
Drumont har kallats den franska antisemitismens överstepräst och hans beryktade bok La France juive, de franska antisemiternas bibel. Den lästes och diskuterades inte bara i Frankrike, den blev översatt till flera språk. Henry Adams var en av beundrarna. Drumont blev förmögen på boken, en hetsskrift på över 1000 sidor.
Drumonts bok kom till med anledning av en skandal, kollapsen av den katolska banken Union Générale 1882. Banken hade bragts på fall av Rothschilds. Några ansedda adliga familjer förlorade stora belopp men också många katolska småsparare förlorade sina slantar. Efter kraschen rasade prästerna och klerikal populärpress mot judarna. Drumont utnyttjade dessa stämningar för utgivningen av sin bok. Publiksuccén - 115 upplagor inom ett par år och en miljon exemplar - fullföljde han med en debattskrift La France Juive devant l'Opinion.
Boken skiljer sig från Arthur de Gobineaus och Houston Stewart Chamberlains verk genom att den inte låtsas ha några vetenskapliga ambitioner. Han var journalist och hans bok är en pamflett avsedd att förstärka och exploatera antisemitism och antityskhet. 

### Antisemitismen
I Frankrike intog den intellektuella antisemitismen en mera framträdande plats än i andra länder. 
Tillsammans med markisen de Morès grundade han 1889 det Nationella antisemitiska förbundet. Från och med denna tid stod Drumont i spetsen för den franska antisemitismen. Styrelsen, idel högadliga hertigar och furstar upptäckte att de hade ett gemensamt intresse med Paris hantverkare och arbetare. Förbundet hade rika bidragsgivare och god ekonomi och 1892 grundade man tidningen La Libre Parole, med Drumont som utgivare. Denna blev antidreyfusardernas huvudorgan. Tidningen hade flera framstående högerintellektuella bland sina medarbetare, som Maurice Barrès och Charles Maurras.
Drumont vände sig alltid till arbetarna och odlade kontakter med blanquister och anarkister, och 1900 grundade han en egen fackförening, Les Jaunes, som växte till 100 000 medlemmar (men upplöstes 1908). 
Drumonts antisemitism hade rötter i katolicismen och den kristna ortodoxin. Men samtidigt hade han också tillägnat sig den moderna rasistiska terminologin.
Från 1898 representerade Drumont det rasistiska Alger i deputeradekammaren där han tillhörde den lilla antisemitiska fraktionen. Drumont satt kvar i kammaren med ett avbrott efter valet 1902 till sin död och fortsatte med sin hatpropaganda: Le fin d'un monde, La dernière bataille, Le testament d'un antisémite, A bas les juifs!, Les juifs contre la France mfl.